# 吳國煥
吳國煥（英語：Matthias Wu Guo Huan，1892年—1990年1月3日，聖名：瑪弟亞），是天主教中國籍神父，愛國會非法自選自聖主教，被教宗絕罰。自稱擔任杭州總教區主教。

## 生平
吳國煥出生於1892年的大清帝國浙江省威縣。從小隨祖父信奉天主教，8歲時在衢州天主堂學習教理，一年後領洗。後來，分別在寧波預修院、定海小修院、衢州天主堂臨時小修院學習。1916年，畢業於杭州修院，並進入嘉興總修院學習神學。吳國煥於1920年晉鐸，並出任衢州天主堂主任司鐸。
1949年10月1日，中國共產黨在中國大陸地區建立中華人民共和國，開始針對天主教進行宗教迫害及打壓，並驅逐法國籍梅占魁總主教出境。1953年，出任石樑麻蓬天主堂主任司鐸，且擁護共產黨及加入中國官方組織愛國會。
1958年2月2日，吳國煥被推選為杭州總教區主教委選人。1960年4月26日，吳國煥未經聖座准許，由愛國會安排非法自選自聖。由愛國會主席皮漱石總主教主禮，愛國會副主席趙振聲主教襄禮祝聖晉牧，且自稱是接替梅占魁總主教出任杭州總教區正權主教。事後，因為吳國煥在未獲得時任教宗若望二十三世准許，自選自聖違反《天主教法典》被絕罰。
1981年，選任為中國天主教教務委員會常務委員和中國天主教主教團成員等職。
1990年1月3日，吳國煥在中華人民共和國浙江省杭州市去世，享年98歲。直至吳國煥死後，仍未獲得教宗認可和赦免。